# 2-乙酰氧基-5-氟苯甲酸
2-乙酰氧基-5-氟苯甲酸是一种有机化合物，化学式为C9H7O4F。

## 制备
2-羟基-5-氟苯甲酸和乙酸酐反应，可以制得2-乙酰氧基-5-氟苯甲酸。

## 性质
2-乙酰氧基-5-氟苯甲酸和氯化亚砜在DMF的存在下于二氯甲烷溶剂中反应，可以得到2-乙酰氧基-5-氟苯甲酰氯。它和2-氨基-5-硝基噻唑及PyBOP在一定条件下反应，生成2-羟基-5-氟-N-(5-硝基-2-噻唑氨基)苯甲酰胺。